# Tom Sternberg
Tom Sternberg (* 20. Jahrhundert) ist ein Produzent für Film und Fernsehen.
Sternberg war zunächst Ende der 1960er Jahre an der Produktion der Fernsehserie The Joan Rivers Show beteiligt. Ab 1970 war er bis zuletzt im Jahr 2014 ausschließlich für Kinofilme tätig. In dieser Zeit war er für Francis Ford Coppolas American Zoetrope tätig. 
Für Apocalypse Now war er bei der Oscarverleihung 1980 mit Francis Ford Coppola, Fred Roos und Gray Frederickson für den Oscar in der Kategorie Bester Film nominiert. In den Jahren 1986 und 2000 war er für den British Academy Film Award nominiert, 2000 auch für den OFTA Film Award.

## Filmografie (Auswahl)
- 1979: Apocalypse Now
- 1979: Der schwarze Hengst (The Black Stallion)
- 1983: Der schwarze Hengst kehrt zurück (The Black Stallion Returns)
- 1985: Dim Sum – Etwas fürs Herz (Dim Sum: A Little Bit of Heart)
- 1989: Eine Tasse Tee für die Liebe (Eat a Bowl of Tea)
- 1997: Lost Highway
- 1999: Der talentierte Mr. Ripley (The Talented Mr. Ripley)
- 2003: Unter der Sonne der Toskana (Under the Tuscan Sun)
- 2007: 1 Mord für 2 (Sleuth)
- 2014: Die zwei Gesichter des Januars (The Two Faces of January)